# Grande école
Grande école er betegnelsen for de franske undervisningssteder, der optager elever på baggrund af en konkurrence og som tilbyder undervisning på et højt niveau. De anses ofte for at være den franske pendant til Oxbridge og Ivy League.